# Oxyglychus
Oxyglychus is een geslacht van kevers uit de familie van de loopkevers (Carabidae). De wetenschappelijke naam van het geslacht is voor het eerst geldig gepubliceerd in 1938 door Straneo.

## Soorten
Het geslacht Oxyglychus is monotypisch en omvat slechts de volgende soort:
- Oxyglychus laeviventris Bates, 1883